# Бокерер
«Бокерер» (нем. Der Bockerer) — кинофильм режиссёра Франца Антеля, вышедший на экраны в 1981 году. Экранизация одноимённой пьесы Ульриха Бехера и Петера Презеса.

## Сюжет
Фильм рассказывает о жизни простодушного венского мясника Карла Бокерера со времени аншлюса до окончания Второй мировой войны. По своей наивности он не стесняется высказывать своё мнение о новых порядках (например, об антиеврейских законах), из-за чего постоянно попадает в неприятные истории. Его спасает лишь то, что власти считают его откровенность проявлением слабоумия и оставляют его в покое. Дополнительное беспокойство Бокереру доставляет вступление его сына в СА.

## В ролях
- Карл Меркац — Карл Бокерер
- Ида Кроттендорф — Сабина Бокерер
- Георг Шухтер — Ханси Бокерер
- Альфред Бём — Хатцингер
- Хайнц Маречек — доктор Розенблатт
- Михаэль Шоттенберг — Гштеттнер
- Регина Заттлер — Элизабет
- Зигхардт Рупп — Герман
- Клаусюрген Вусслов — оберштурмбанфюрер фон Ламм
- Марта Харелль — баронесса
- Густав Кнут — г-н Кнабе

## Награды и номинации
- 1981 — приз лучшему актеру XII Московского кинофестиваля (Карл Меркац)
- 1982 — премия German Film Awards лучшему актеру (Карл Меркац)